# Дауи, Иан
Иан Дауи (англ. Iain Dowie; 9 января 1965, Хатфилд, Англия) — северо-ирландский футболист английского происхождения, игравший на позиции нападающего, тренер.

## Карьера
Иан родился в Хатфилде, Хартфордшир. Дауи являлся воспитанником «Саутгемптона», но был отчислен из команды в возрасте 16 лет, и решил отправился в университет Хартфордшира, чтобы учиться на степень в области инженерии. По окончании он стал сотрудником компании «British Aerospace», параллельно играя в футбол на уровне вне лиги, играя за местный «Чешант» вместе со своим братом Бобом. Он покинул команду, чтобы улучшить свою физическую форму и подписал контракт с «Сент-Олбанс Сити», а затем перешел в «Хендон». Играя за «Хендон» Дауи был замечен Лутоном Тауном, который записал его в сезон 1988–89 г. 22 марта 1991 года Дауи присоединился к «Вест Хэм Юнайтед».